# Demi-lune (architecture)
Pour les articles homonymes, voir Demi-lune.
Ne doit pas être confondu avec Cabane Nissen ou Cabane Quonset.
La demi-lune est un type de bâtiment introduit en Nouvelle-Calédonie par l’American New Caledonian Division et les ANZAC stationnés en Nouvelle-Calédonie durant la Seconde guerre mondiale de 1942 à 1945. Si ce type de bâtiment existait déjà précédemment (voir les cabanes Nissen et les cabanes Quonset), l'appellation de « demi-lune » a été donnée par les Calédoniens en raison de leur forme.

## Description
Les demi-lunes sont des docks en tôle ondulée en forme de demi-cylindre ; elles disposent de deux façades parallèles en demi-cercle et d'une toiture courbée, plus ou moins longue. Faciles à construire et à entretenir, ces bâtiments présentaient aussi l'avantage d'avoir une faible prise au vent.

## Les demi-lunes pendant la guerre
A Nouméa, le quartier du Receiving, vierge avant cela, compte pendant la guerre 150 demi-lunes pouvant loger jusqu’à 500 officiers et 3000 soldats.
Dans l'actuel centre ville de Nouméa, une demi-lune servait de chapelle, placée sous la protection de Sainte-Anne, et les offices de différentes confessions y sont célébrés.
Un village de demi-lunes a été érigé sur l'île Nou, sur l'actuel site de l'Université de la Nouvelle-Calédonie, afin d'héberger les soldats. Aux abords du Théâtre de l'Île se dressaient non moins de 46 demi-lunes aux usages divers : cuisine, soins, cinéma, salle de loisirs, chapelle pourvue d'un clocher…

## Les demi-lunes après la guerre
La plupart de ces infrastructures, pensées pour être temporaires, ont été démontées après la fin de la guerre ou gagnées par l'usure du temps et la pression immobilière. En 2012, la ville ne compte plus qu'environ 10 % de l'ensemble des bâtiments construits durant le conflit mondial.
Cependant, certaines ont été réutilisées à des fins diverses.

### Fonctions militaires
Certaines demi-lunes ont été réutilisées par les Forces armées de Nouvelle-Calédonie (FANC), gardant ainsi leurs fonctions militaires initiales.

### Lieux de culte
D'autres ont servi de lieux de culte, comme la demi-lune qui est devenue l'église de la communauté vanuataise de Montravel dans les années 1980.

### Ecoles
La demi-lune qui servait de chapelle sous la protection de Sainte-Anne durant la guerre a cependant été laïcisée par la suite pour devenir une école.
Deux autres demi-lunes se sont transformées en école, au Receiving et à Diaouhé, près de Hienghène.

### Commerces
Le garage Aram à l'entrée de Ouémo a ouvert en 1956 dans une demi-lune.[réf. souhaitée]

### Logements
Au sortir de la guerre, afin d'affronter la crise du logement, la municipalité de Nouméa décide de transformer le Receiving en une cité d’habitats à loyer modéré, en démontant en revanche une demi-lune sur trois pour ménager de l'espace aux nouveaux habitants. Cette époque est maintenant tout à fait révolue du fait de la pression immobilière et du délabrement progressif de ces habitations ; les dernières demi-lunes du quartier du Receiving ont été rasées dans les années 1980.
Certaines demi-lunes sont devenues des habitations, dont certaines ont fait l'objet de restaurations ou de mise en valeur. On peut citer par exemple la demi-lune du président de l'Association du quartier des volontaires, Jean-Jacques Paponaud, qu'il a rachetée pour la moderniser en 2004, à la Vallée-du-Tir.
D'autres en revanche ont fini par disparaître ou tomber à l'abandon, comme la demi-lune « Assen-Aïda » située dans la banlieue nouméenne d'Auteuil. Achetée en 1947 par Louise Wilder née Assen-Aïda, cette dernière y a résidé jusqu'au cyclone Erica qui l'a fortement endommagée en 2003. En partie incendiée en 2009, elle a été totalement démolie en 2011.

### Lieux de loisir
Plusieurs d'entre elles ont servi de salles de spectacle, de dancing ou de loisirs. On peut penser par exemple aux salles de cinéma et de fêtes de quartier comme le Ciné Tropic, ouvert à la Vallée-des-Colons par Auguste Mercier de 1949 à 1964, ou le Ciné Star dans la demi-lune Gallieni sur l'actuel parking du Banian au Centre-ville. Ce dernier a continué à servir de salle de préparation ou d'accueil d'événements festifs ou culturels jusqu'à sa destruction par le cyclone Erica le 14 mars 2003.
Au Receiving, une demi-lune était aménagée en dancing où se tenaient des concours ; par la suite, elle fut démontée pour être réinstallée à Pouembout.
L'une des plus importantes en taille (34 mètres de long par 12,85 de large) et des mieux conservées, situées en face de l'hôpital Gaston-Bourret en Centre-Ville, a été cédée par les FANC à la ville de Nouméa en 2002, et réaménagée pour accueillir le Musée de la Seconde Guerre mondiale inauguré en 2013,.
A Ouégoa, une demi-lune est transformée dès 1948 en salle des fêtes.

### Infrastructure pour l'agriculture
A Pouembout, une demi-lune est devenue une coopérative agricole.

## Postérité
Par la suite, la forme de demi-lune a été de nouveau utilisée au sein des habitations de Nouméa, mais plus souvent en surélevant cette forme pour éviter la perte de place.
De nouvelles constructions se sont inspirées de ce bâtiment, ou du moins le rappellent, par exemple la salle omnisports municipale François-Anewy, inaugurée en 2011 à la Vallée du Tir.